# Верхнее Алопово
Верхнее Алопово — деревня в Перемышльском районе Калужской области, входит в состав сельского поселения деревня Покровское.

## География
Расположена рядом с автодорогой регионального значения 29К-015, примерно в 12 километрах на юг от районного центра — села Перемышль. Рядом деревня Нижнее Алопово.

## Население
| 2002 | 2010 |
| ---- | ---- |
| 28   | ↗30  |

## История
Поселение известно с петровских времён. Первая церковь во имя Воскресения Христова была сооружена в селе Олопово деревянной, в середине XVIII века. Архитектор и исследователь древнего русского зодчества Н. И. Рошефор указывает дату возведения каменного Храма на месте обветшалой деревянной — 1867 год
В атласе Калужского наместничества, изданного в 1782 году, — Верхнее Алопова, обозначена на карте и упоминается как село в составе Перемышльского уезда на Козельской дороге (надел 168). Принадлежало помещикам Масловым и Киреевским, имелось 12 дворов, да по описи ревизской душ — 39
В 1858 году село (вл.) Олопово верхнее 1-го стана Перемышльского уезда, при колодцах, православной церкви, 25 дворах и 190 жителях на почтовом Киевском тракте.
К 1914 году Алопово верхнее — село Озерской волости Перемышльского уезда Калужской губернии, имелась своя церковно-приходская школа. В 1913 году население — 176 человек.
В годы Великой Отечественной войны деревня была оккупирована войсками Нацистской Германии с начала октября по конец декабря 1941 года. Освобождена в ходе Калужской наступательной операции частями 50-й армии генерал-лейтенанта И. В. Болдина.

## Объекты историко-культурного наследия
Церковь Введения во храм Пресвятой Богородицы — памятник архитектурного искусства XIX века.

## Комментарии
1. ↑  В середине 1930-х годов приход был закрыт большевиками. Древние иконы и церковную утварь вывезли в Калугу, а колокола отправили на переплавку. До войны в церкви находился зерносклад. В середине 1990-х годов началось восстановление Храма. В начале 21 века территория со всеми постройками и церковью была передана в ведение Калужской Епархии. Ныне церковь Введения во храм Пресвятой Богородицы[4].